# Imperialiho kvóta
Imperialiho kvóta je typem volební kvóty, podle níž se provádí výpočet volebního (mandátového) čísla, tedy určení minimální hranice množství hlasů potřebných k zisku mandátu v rámci prvního skrutinia, a to ve vícemandátových volebních obvodech.
Tento typ kvóty je využíván řídce. V letech 1956 až 1991 byla uplatňována v rámci voleb do dolní komory parlamentu Itálie a byla uplatňována v minulosti v Ekvádoru. V roce 2021 schválil Parlament České republiky novelu volebního zákona, která Imperialiho kvótu zavádí pro volby do PSP ČR.
Tato kvóta ve větší míře než Hareova kvóta a Droopova kvóta zvýhodňuje politické strany, které ve volbách obdržely větší počet hlasů, a redukuje proporcionalitu v zastupitelském sboru.
Kvóta je pojmenovaná podle belgického senátora Pierra markýze Imperialiho (1874–1940).

## Imperialiho kvóta

### Výpočet volebního (mandátového) čísla
Počet všech platných hlasů, které byly odevzdány v konkrétním volebním obvodě (v ČR se počítají pouze hlasy stran a koalic postupujících do 1. skrutinia), je vydělen počtem mandátů náležících na tento volební obvod plus dva.
Volební (mandátové) číslo
{\displaystyle {\frac {\mbox{V}}{{\mbox{S}}+2}}}
- V = celkový počet platných hlasů v konkrétním volebním obvodu
- S = počet mandátů v konkrétním volebním obvodu